# Medalla de Servicio en la Defensa Nacional
La Medalla de Servicio en la Defensa Nacional (en inglés: National Defense Service Medal, NDSM) es una medalla de servicio militar de las Fuerzas Armadas de los Estados Unidos originalmente encargada por el presidente Dwight D. Eisenhower. Creada en el año 1953, la Medalla de Servicio en la Defensa Nacional estaba ideada para ser una "medalla de campaña general" otorgada a cualquier miembro de las Fuerzas Armadas de Estados Unidos que hayan servido honorablemente durante un periodo de tiempo designado que haya sido declarado como una "emergencia nacional".
Al año 2010, con un periodo de entrega de sesenta años, la Medalla de Servicio en la Defensa Nacional es la medalla más vieja aun siendo entregada por las Fuerzas Armadas de Estados Unidos, seguida en segundo lugar por la Medalla de las Fuerzas Armadas Expedicionarias que ha sido entregada desde el año 1961. Las condecoraciones por combate y por mérito (tales como la Medalla de Honor, la Estrella de Plata, el Corazón Púrpura y la Medalla de Mención) son aún más viejas, pero son consideradas como condecoraciones personales y están clasificadas bajo criterios de adjudicación distintos de las medallas de servicio.

## Periodos de eligibilidad
Desde la creación de la Medalla de Servicio en la Defensa Nacional, esta ha sido autorizada solo para los siguientes periodos:
| Guerra de Corea                    | 27 de junio de 1950 – 27 de julio de 1954     |
| Guerra de Vietnam                  | 1 de enero de 1961 – 14 de agosto de 1974     |
| Guerra del Golfo Pérsico           | 2 de agosto de 1990 – 30 de noviembre de 1995 |
| Guerra Global contra el Terrorismo | 11 de septiembre de 2001 – presente           |

## Criterio de adjudicación
La Medalla de Servicio en la Defensa Nacional es entregada a cualquiera que haya prestado servicio activo en las fuerzas armadas de Estados Unidos durante los periodos de tiempo indicados en el párrafo anterior.
Por haber servido en la Guerra del Golfo, a los miembros de la Reserva Militar (en buena situación) o de la Guardia Nacional inicialmente le fueron entregadas la medalla cuando eran llamados a servicio activo, pero posteriormente esto fue expandido para incluir a todos los miembros de la Reserva o de la Guardia Nacional en buena situación en la Lista de Estado de la Reserva Activa (o su equivalente) durante el periodo de elegibilidad.
Por haber servido en la Guerra Global contra el Terrorismo, los miembros de la Reserva Seleccionada y de la Guardia Nacional solo necesitan estar en buena situación para recibir la medalla, y no se requiere haber estado en servicio activo. Los miembros de la Reserva Lista Inactiva y la Reserva Retirada no son elegibles para que se les entregue la medalla a menos que sean llamados a servicio activo.
La Medalla de Servicio en la Defensa Nacional está autorizada para los Cadetes y Guardiamarinas en las academias de los diferentes servicios después de que ellos hubieran jurado para entrar a sus respectivos servicios, así como a los candidatos a oficiales y aprendices previo a su comisión en las Escuelas para Candidatos a Oficiales o la Escuela de Entrenamiento para Oficiales de los varios servicios estadounidenses; pero que no está autorizada para los veteranos dados de baja o retirados que no sirvieron en uno de los periodos indicados en el punto anterior; tampoco está autorizada para los cadetes o guardiamarinas del Cuerpo de Entrenamiento para Oficiales de Reserva (en inglés: Reserve Officer Training Corps, ROTC) en las universidades y colleges que se alistan en la reserva inactiva (por ejemplo, la Sección de Reserva Obligada o en inglés: Obligated Reserve Section, ORS) durante los periodos autorizados.
La Medalla de Servicio en la Defensa Nacional se posiciona en el lugar 11 de 29 en el orden de precedencia de las medallas de servicio. No existe requerimiento de tiempo para la entrega de la medalla, eso significa que alguien que se une al servicio militar por solo algunos días y que luego recibe una baja de nivel de entrada, técnicamente es elegible para la medalla NDSM; sin embargo, en la práctica los burócratas militares no agregarán un Formulario DD 214 si el miembro del servicio se desempeña por menos de 90 días después de completar su entrenamiento básico inicial. Esto explica la omisión de la medalla de una gran cantidad de documentos de separación "no caracterizados" y de "nivel de entrada". Los veteranos que no tienen esta medalla pueden solicitar a los departamentos de servicio militar que se les agregue a sus registros la NDSM usando el Formulario DD 215.

## Adjudicaciones múltiples
Para la Medalla de Servicio en la Defensa Nacional están autorizadas múltiples adjudicaciones para los miembros de las fuerzas armadas que han servido en más de uno de los periodos elegibles; tales adjudicaciones adicionales están indicadas por estrellas de servicio. Una segunda adjudicación de la medallas no es entregada por haberse reenlistado durante el mismo periodo de tiempo o por transferirse entre diferentes ramas de servicio.
| Primera adjudicación: cinta de servicio sin estrellas de servicio.                          |                           |
| Segunda adjudicación: cinta de servicio con una estrella de servicio.                       | Bronze star               |
| Tercera adjudicación: cinta de servicio con dos estrellas de servicio (secuencia continua). | Bronze star · Bronze star |